# Le Vanneau-Irleau
Le Vanneau-Irleau ist eine französische Gemeinde mit 861 Einwohnern (Stand: 1. Januar 2022) im Département Deux-Sèvres in der Region Nouvelle-Aquitaine. Sie gehört zum Arrondissement Niort und zum Kanton Frontenay-Rohan-Rohan. Die Einwohner werden Vanneliens und Irleaudais genannt.

## Geographie
Le Vanneau-Irleau liegt in der Landschaft Saintonge am Rand der Marais Poitevin. Das Gemeindegebiet gehört zum Regionalen Naturpark Marais Poitevin. Umgeben wird Le Vanneau-Irleau von den Nachbargemeinden Le Mazeau im Norden und Nordwesten, Benet und Coulon im Norden und Nordosten, Sansais im Osten, Saint-Georges-de-Rex im Süden sowie Arçais im Westen.

## Bevölkerungsentwicklung

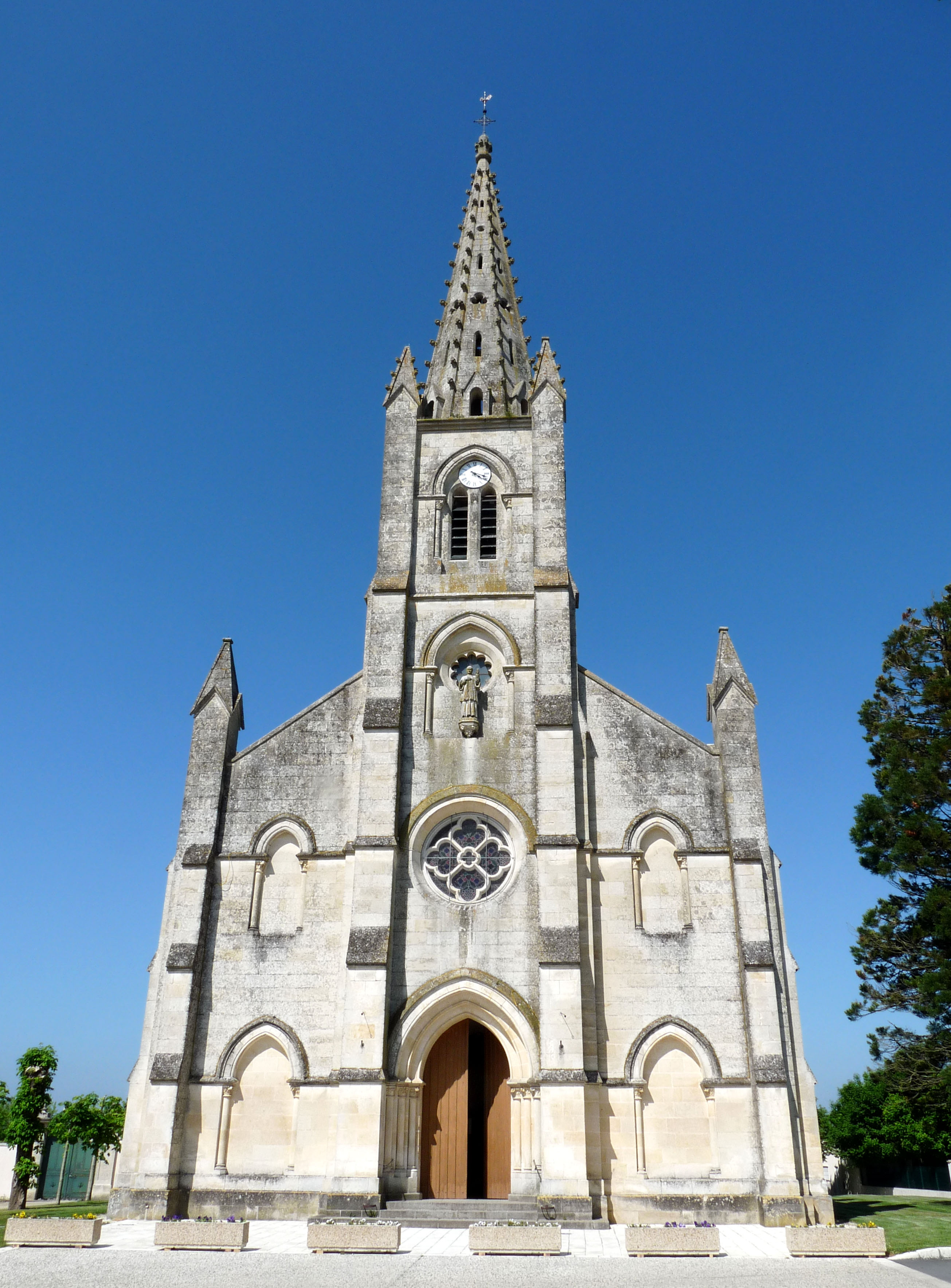
Kirche Saint-Eutrope

| Jahr                       | 1962 | 1968 | 1975 | 1982 | 1990 | 1999 | 2006 | 2018 |
| Einwohner                  | 838  | 844  | 758  | 780  | 767  | 783  | 914  | 868  |
| Quellen: Cassini und INSEE |      |      |      |      |      |      |      |      |

## Sehenswürdigkeiten
- Kirche Saint-Eutrope aus dem Jahr 1881